# アルジェ遠征 (1541年)
1541年のアルジェ遠征（アルジェえんせい、英: Algiers expedition）は、神聖ローマ皇帝カール5世が、オスマン帝国のアルジェ摂政領（現在のアルジェリア）に対して行った遠征（水陸両用作戦）である。計画に不備があり、特に悪天候により、遠征は失敗した。

## 背景
バルバロス・ハイレッディンが1529年にアルジェを占領してから、オスマン帝国のスレイマン大帝が統治していた。1535年、ハイレッディンはコンスタンティノープルでオスマン帝国の提督を拝命するためにアルジェを離れ、代わりにサルデーニャ人の宦官でオスマン側に寝返ったハサン(ハッサン)・アガーを総督にした。Hassan Aghaの在任中、陣営には著名なオスマン海軍の司令官ドラグート(トゥルグート)、サリーフ・レイス、シナン・レイスがいた。
カール5世は、直近のブダ包囲戦の報復のために遠征に向けてかなりの準備を行ったが、スペイン海軍とジェノヴァ海軍が嵐で大損害を被り、遠征計画を破棄せざるを得なかった。

## 遠征
ドイツ王国やフランドル伯領のトラブルで遅れ、カール5世は1541年9月28日、季節のかなり遅い時期に着手した。マヨルカ島のパルマ・デ・マヨルカの湾に艦隊が集結し、500隻の帆船と24,000人の兵士がいた。
悪天候がずっと続き、艦隊は10月19日にようやくアルジェ沖に到着した。作戦会議には呼ばれなかったが、メキシコを征服したエルナン・コルテスといった、スペインで最も有名な司令官がカール5世の遠征に参加した。
部隊は10月23日に上陸し、カール5世はドイツ部隊に囲まれた高台に司令部を設置した。ドイツ、スペイン、イタリアの部隊とマルタ騎士団の騎士150人が、アルジェ軍の攻撃を撃退しながら上陸し、北部を除いて都市を包囲した。
都市の運命が決まったように思われたが、翌日に大雨が降り大荒れの天気になった。多くのガレー船が錨を失い、15隻が岸で難破した。キャラック船33隻が沈没し、それより多くの船がバラバラになった。多くの部隊が上陸しようとしたが、アルジェ軍に襲撃され、虐殺された。カール5世も包囲されたが、マルタ騎士団が抵抗してかろうじて生き延びた。
アンドレア・ドーリアは、アルジェから東におよそ8キロメートルのCape Matifuで、残りの艦隊が停泊するための安全な湾をかろうじて見つけた。カール5世に対して、立場を捨てMatifuに来るように要求し、皇帝は大変な苦労をしつつも、それを行った。それでもまだ悪天候だったので、ベジャイアまで航行した。カール5世は11月23日になってようやく地中海に出られた。馬と王冠を船外に捨て、部隊を残して帰国した。最終的に、12月3日にスペイン南東のカルタヘナに到着した。
遠征軍は大損害を被り、ガレー船17隻、キャラック船130隻が失われ、多くの兵士が戦死した。トルコの年代記編者は、ベルベル人が遠征軍12,000人を虐殺したと主張する。遠征軍の多くの兵士が捕虜になり、アルジェの市場で奴隷が過剰なほどおり、ゆえに1541年には、キリスト教徒の捕虜が1人あたり玉ねぎ1個の値段で売られていたと言われている。

## 余波
遠征失敗でスペイン軍は大幅に弱体化し、Hassan Aghaは、1542年7月に、この機会を利用してスペインの拠点オランの港湾メルス・エル・ケビールを攻めた。